# Shagrath
Stian Tomt Thoresen, poznatiji pod umjetničkim imenom Shagrath (Jessheim, Akershus, Norveška, 18. studenog 1976.), norveški je glazbenik, najpoznatiji kao pjevač black metal-sastava Dimmu Borgir.

## Životopis
Shagrath je jedan od osnivača Dimmu Borgira, zajedno sa Silenozom i Tjodalvom. Najprije je svirao gitaru, a zatim je prešao na pjevanje a ta promjena se očituje u promjeni zvuka Dimmu Borgira. Također je i zaslužan za neke klavijaturističke, basističke i bubnjarske doprinose, što se može čuti na albumu For All Tid
Osim Dimmu Borgira, Shagrath je svirao gitaru u glazbenom sastavu Fimbulwinter sve dok se sastav nije raspao u 1994., svirao je klavijature u još jednom Norveškom black metal sastavu pod nazivo Ragnarok i ritam gitaru u heavy metal sastavu Chrome Division.

## Umjetničko ime
Shagtath je preuzeo umjetničko ime po jednom orkovskom demonu iz Tolkienovog Gospodara prstenova.